# 真田信重
真田 信重（さなだ のぶしげ、慶長4年（1599年） - 慶安元年2月23日（1648年4月15日））は、信濃埴科藩第2代藩主。真田信之の三男。母は本多忠勝の娘・小松姫。信吉、信政の弟。通称は隼人。正室は鳥居忠政の六女。
父の松代転封に伴い、7000石の旗本になる。寛永16年（1639年）、兄信政が沼田藩主となったのを受け、その旧領1万石を譲られて埴科藩第2代藩主となる。
武蔵鴻巣にて客死した。後嗣なきため、埴科藩は断絶。知行（1万7000石）は松代藩主である父・信之に還付された。墓所は埼玉県鴻巣市の勝願寺。また、没同年に生前に帰依していた西楽寺に霊屋が造られた。なお、正室も後を追うように翌年の12月9日に没している。